# معبد فينوس وروما
يُعتقد أن معبد فينوس وروما (باللاتينية: Templum Veneris et Romae) كان أكبر معبد في روما القديمة. يقع على تلة فيليان، بين الحافة الشرقية لمنتدى رومانوم والكولوسيوم، في روما، وقد تم تكريسه للآلهة فينوس فيليكس ("فينوس جالبة الحظ السعيد") و("روما الأبدية").
كان المبنى من صنع الإمبراطور هادريان وبدأ البناء في عام 121. تم افتتاحه رسميًا من قبل هادريان عام 135، وانتهى عام 141 تحت قيادة أنطونيوس بيوس. دمرته النيران عام 307، وأعيد ترميمه مع تعديلات من قبل الإمبراطور ماكسينتيوس.

## تاريخ
أقيم المعبد على بقايا دوموس ترانزيتوريا للإمبراطور نيرون، ودوموس أوريا اللاحق، وتم نقل تمثال نيرو العملاق ووضعه بالقرب من المدرج، والذي أصبح بعد ذلك بوقت قصير يعرف باسم الكولوسيوم، لا تزال القبة المستديرة ذات القبة المتقنة من Domus Transitoria سليمة أسفل المعبد، وهو تصميم معماري باهظ تضمن أحواض سباحة مبطنة بالرخام ورصفًا في قطعة فنية متعددة الألوان.